# Jam 1980's
Jam 1980's é o 49º álbum de estúdio do músico americano James Brown. O álbum foi lançado em março de 1978 pela Polydor Records.

## Faixas
| N.º | Título                              | Duração |  |
| 1.  | "Jam"                               | 11:49   |  |
| 2.  | "The Spank"                         | 6:45    |  |
| 3.  | "Nature"                            | 10:17   |  |
| 4.  | "Eyesight"                          | 5:30    |  |
| 5.  | "I Never, Never, Never Will Forget" | 3:59    |  |